# Hosszúkarú csillaggomba
A hosszúkarú csillaggomba (Geastrum lageniforme) a csillaggombafélék családjába tartozó, Eurázsiában, Észak- és Dél-Amerikában honos, homokos talajú akácosokban élő, nem ehető gombafaj. 

## Megjelenése

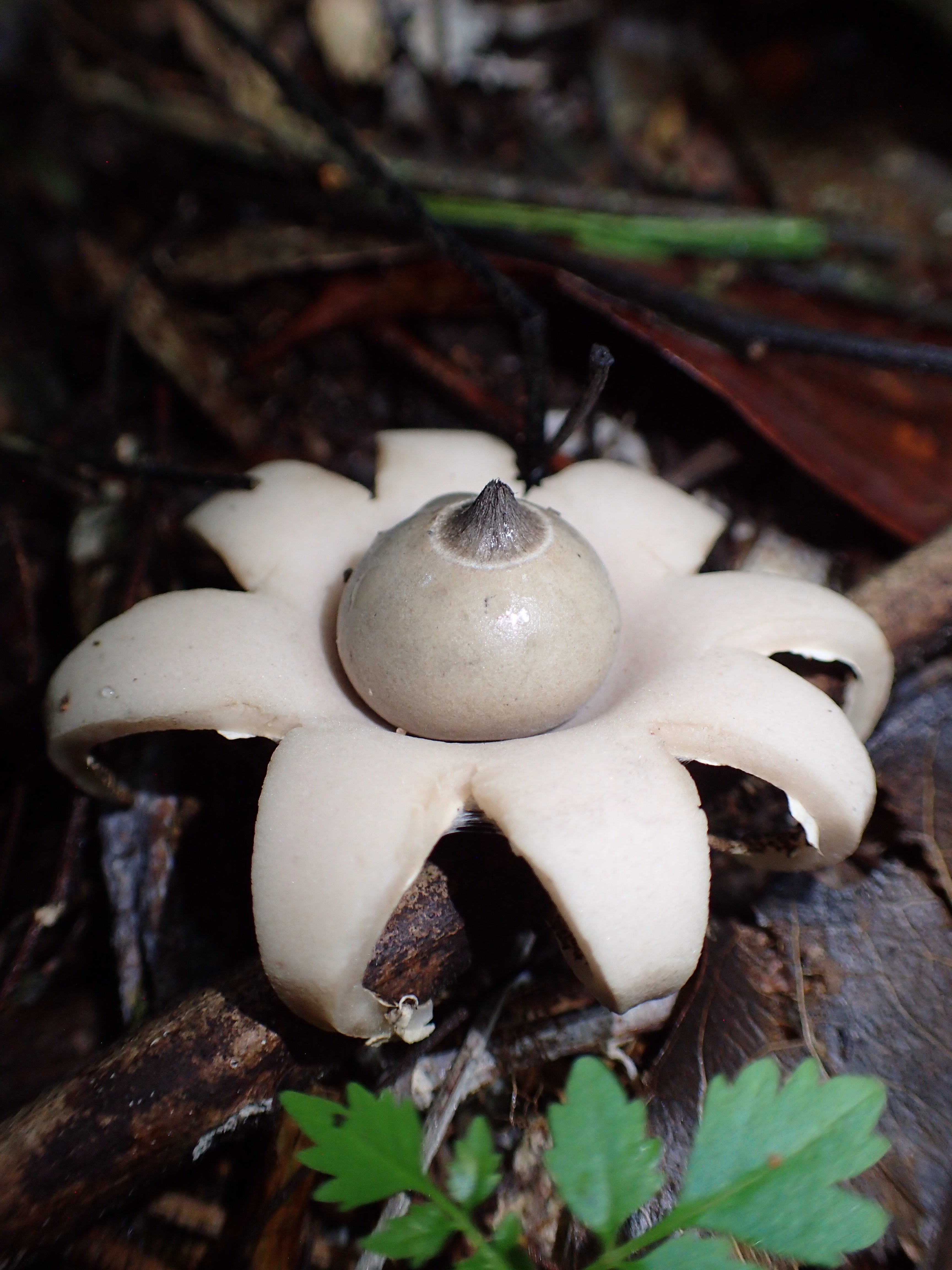

A hosszúkarú csillaggomba termőteste eleinte gömbölyű, 1,2-3 cm átmérőjű, majd a külső burka csillagszerűen (exoperídium) 6-10, viszonylag hosszú, keskeny, hegyes végű, egyenlőtlen nagyságú lebenyre válik szét. A lebenyek felső felülete okkerszínű, később barna; alsó oldalán hosszanti finom, halvány, fehérlő karcolatok, repedések lehetnek.
Széttárulva átmérője 2-8 cm. A belső spórazsákja kerek, okkerszínű, világos vagy sötétebb barna, nyele nincs. Tetején a szájadék hegyesen csúcsos, selymes-rostos, körülötte jól látható udvarral. 
Spórapora barna. Spórája kerek, szemölcsös felszínű, mérete 4-5,5 µm.

### Hasonló fajok
A zsákos csillaggomba hasonlíthat rá. 

## Elterjedése és termőhelye
Eurázsiában, Észak- és Dél-Amerikában honos. Magyarországon ritka, főleg az Alföld akácosaiban, nyárasaiban fordul elő.
Melegkedvelő lombos erdőkben található meg, többnyire fehér akác alatt, tápanyagszegény, homokos talajon. Nyár végén és ősszel terem, de kiszáradt termőteste egész évben látható lehet. 
Nem ehető.